# Цумаго-дзюку
Цумаго-дзюку (яп. 妻籠宿) — сюкуба, сорок вторая из шестидесяти девяти станций и почтовых городов на дороге Накасэндо. Станция располагается в посёлке Нагисо, уезде Кисо, в префектуре Нагано, в центральной Японии.
Станция была отреставрирована и восстановлена в стиле почтовой станции эпохи Эдо.

## История
Цумаго-дзюку была одной из шестидесяти девяти почтовых станций-городов, так называемых сюкуба, построенных в период правления сёгуната Токугава. В эту эпоху, период Эдо, была построена дорога Накасэндо, одна из пяти Гокайдо — сети из пяти торговых дорог. Накасэндо соединяла столицу Японии, город Эдо, и город Киото.
До появления Накасэндо, Цумаго-дзюку была десятой из одиннадцати станций на дороге Кисодзи, проходящей через долину Кисо. После создания дороги Накасэндо, сюкуба вошла в состав станций этой дороги.
Город, образовавшийся из поселения возле станции, был довольно зажиточным и многонациональным. Однако после завершения строительства в 1889 году железной дороги Тюо, маршрут которой обходил Цумаго, город начал вымирать. 
В 1968 году местные жители начали усилия по восстановлению исторических мест и сооружений в городе. К 1971 году было восстановлено около 20 домов, и была достигнута договорённость о том, что ни один объект в Цумаго не должен быть «продан, сдан в аренду или разрушен». В 1976 году правительство Японии присвоило станции статус «Национально назначенный архитектурный заповедник».

## Сооружения и здания в сюкубе
Хондзин, гостиница для государственных служащих лиц, открыта для посетителей. Оригинальное здание было разрушено, но в 1995 году восстановлено. Здание ваки-хондзин, гостиницы для простых путешественников, не было до сих пор разрушено и с 2001 года находится в списке важных культурных памятников Японии.
Музей истории в Нагисо (яп. 歴史資料館) содержит информацию об истории местности, а также о домах в поселении.
Храм Кабуто Каннон (яп. かぶと観音) это маленький храм, посвящённый японскому военачальнику Минамото-но Ёсинака. Храм был построен около 1180 года.
В Цумаго также находятся руины одноимённого замка («Замок Цумаго», яп. 妻籠城). Замок находился на холме и с него было хорошо видно сразу две станции Накасэндо: Цумаго и Мидоно. В 1584 году в замке прошло сражение. Крепость была демонтирована в начале XVII века по приказу сёгуна.